# Rat Cambraiske lige
Rat Cambraiske lige, poznat i kao Rat Svete lige te pod još nekoliko imena, je bio veliki vojni sukob, dio Talijanskih ratova. Glavni sudionici ovog rata, koji se vodio od 1508. do 1516., bili su Francuska i Mletačka Republika, a sudjelovale su i sve vežnije sile Zapadne Europe, uključujući Španjolsku, Sveto Rimsko Carstvo, Englesku, Škotsku, Milansko Vojvodstvo, Firencu, Vojvodstvo Ferrara i Švicarce.

## Pozadina
Nakon Prvog talijanskog rata, papa Aleksandar VI. krenuo je u kampanju konsolidacije moći u Papinskoj državi i uništenja lokalnih feudalnih moćnika. Papa koji ga je naslijedio, Julije II., nastavio je takvu praksu, čak i pojačao. No njegov program ponovnog zauzimanja nekadašnjih papinih zemalja neizbježno ga je doveo u sukob s najjačom državom na Apeninskom poluotoku – Mletačkom Republikom. Venecija je bila osvojila u tom razdoblju Cerviju i Faenzu u pokrajini Romagni. Želeći ih natrag papa Julije II. potaknuo je 1508. stvaranje Cambraiske lige (po mjestu kod Lillea, u sj. Francuskoj), što je uspio zahvaljujući stranim silama koje su na poluotoku imale vlastite ekspanzionističke ciljeve. Svima njima Venecija je smetala: u doba pohoda Karla VIII. dobila je luke Puglie, u doba pohoda Luja XII. Cremonu, a od 1507. do 1508. dokopala se nekih habsburških posjeda i približila se Trstu. Stoga su se, osim pape, u Ligi našli španjolski kralj Ferdinand Katolički, francuski kralj Luj XII. i habsburški car Maksimilijan, a također i mnogi talijanski lokalni vladari, kao što su markiz Mantove i vojvode Ferrare i Savoje. Svi su oni težili vlastitom proširivanju.

## Tijek rata

### Protumletačka faza
Car Maksimilijan upao je s vojskom u Furlaniju te izvršio opsadu Padove, a Luj XII. teško je porazio Veneciju 1509. u bitci kod Agnadella, jugoistočno od Milana. No, tada je Julije II. uočio pretjeranu moć Francuske i prekinuo savez koji je sam stvorio. Dodatno je vješta mletačka diplomacija uništila Cambraisku ligu, između ostalog i zato što su njezini sudionici u međuvremenu opravdali svoje sudjelovanje u njoj: nakon Agnadella Ferdinand Katolički dobio je natrag luke Puglie, Julije II. područja u Romagni, a Luj XII. sporna područja u Lombardiji. Ipak, Venecija se do 1510. uspjela oporaviti i otjerati iz Veneta snage cara Maksimilijana.
No, ovaj je rat Mletačku Republiku doveo u težak položaj. Nakon njega ona se trajno morala odreći ekspanzionističkih ciljeva u Padskoj nizini. Time je papa Julije II. ostvario svoj prvi cilj i mogao se posvetiti drugom: protjerivanju Francuza s poluotoka.

### Protufrancuska faza
Papa je 1510. sa švicarskim kantonima sklopio vojni savez protiv Francuske, zatim je napao ferarskog vojvodu, francuskog saveznika, te izvršio opsadu grada Mirandole (sjeveroistočno od Modene), koji je bio pod okupacijom francuske vojske. Godine 1511. Mirandola se morala predati. Luj XII. reagirao je energično: napao je papinu duhovnu vlast sazvavši koncil u Pisi na kojem se trebala donijeti odluka o smijenjivanju Julija II. Koncil je bio neuspješan, ali se proširio sukob na vojnom planu. Tada je Julije II. stvorio Svetu ligu (1511. – 1513.): osim njega, činili su je švicarski kantoni, Venecija i Ferdinand Katolički, a kasnije i engleski kralj.
Godine 1512. Francuzi su pobijedili snage Lige u bitci kod Ravenne. No, nakon dolaska pojačanja od švicarskih kantona situacija se bitno promijenila: Luj XII. odlučio se povući iz Italije i napustiti Milansko Vojvodstvo. U Milano je, uz pomoć Švicaraca, došao Massimiliano Sforza, sin Ludovica Sforze. Genova se oslobodila Francuza i ponovno došla u orbitu Milana. U Firenci je španjolsko-papinska vojska uništila oligarhijsku republiku i 1512. na vlast opet dovela obitelj Medici. Ni nakon smrti Julija II. za Francusku se stanje nije popravilo. Papa je postao sin Lorenza Veličanstvenog, kardinal Giuliano Medici, koji je uzeo ime Lav X. Tada se borba pretvorila u međunarodni sukob: Venecija je prešla na stranu Francuske, ali su Švicarci francusku vojsku porazili u bitci kod Novare 1513., a engleska se vojska iskrcala na francusko tlo.

### Francusko-švicarski sukob
Godine 1515. francuski je kralj postao Franjo I., daljnji rođak Luja XII. On je uspio izolirati švicarske kantone ušavši u diplomatske pregovore s papom i sa Španjolskom. Nakon toga iznenada je krenuo prema Italiji, gdje se spojio sa snagama koje mu je poslala saveznica Venecija. Švicarski su vojnici poraženi 1515. u bitci kod Marignana. Milanski je vojvoda tada morao otići u izbjeglištvo u Francusku, a Švicarci su se morali vratiti u planine: uspjeli su dobiti kanton Ticino koji od tada čini dio Švicarske.

## Posljedice
Mirom u Bologni 1515. papa Lav X. dobio je od strane Francuza priznanje vlasti obitelji Medici u Firenci. Papin rođak dobio je i Dukat (vojvodstvo) Urbino. U zamjenu, Lav X. vratio je Milanskom Vojvodstvu (tj. Francuskoj) gradove Parmu i Piacenzu koje im je uzeo papa Julije II. Godine 1516., ugovorom u Noyonu, francusku vlast nad Milanom priznao je i novi španjolski kralj, budući habsburški car Karlo V., nasljednik Ferdinanda Katoličkog.